# El farolito
«El farolito» es una canción y sencillo del grupo musical argentino Los Piojos, incluida originalmente en su tercer álbum de estudio que fue titulado 3er arco del año 1996. Es una de las canciones más exitosas y emblemáticas del grupo.

## Composición
El cantante Andrés Ciro Martínez afirmó que inicialmente la canción estaba pensada para ser del género reggae. Cuenta Ciro sobre su manera de componer: "Lo más rápido que me sale siempre es la melodía, y después se transforma en una especie de rompecabezas donde parecen perfilarse palabras, que trato después que se parezcan a esa melodía improvisada. Una canción siempre nace de una improvisación.
Tiempo después, el productor Alfredo Toth aceleró su melodía. Esa especie de onomatopeya, el "uó-bamba-uó-bamba" está inspirada en una canción de The Rolling Stones incluida en el álbum Emotional Rescue titulada «Dance (Pt. 1)».

## Integrantes
- Andrés Ciro Martínez: Voz.
- Daniel Fernández: Guitarra.
- Gustavo Kupinski: Guitarra.
- Miguel Ángel Rodríguez: Bajo.
- Daniel Buira: Batería.